# الأشرار (فلم)
الأشرار هو فيلم مصري انتج في سنة 1970؛ من إخراج حسام الدين مصطفى وبطولة رشدي أباظة مع ناهد شريف وبالاشتراك مع عادل أدهم وإبراهيم خان وصلاح نظمي وعبد الخالق صالح. القصة والسيناريو من كتابة فيصل ندا.

## القصة
تدور أحداث الفلم حول مجموعة أشخاص يقطعون الصحراء الغربية من أجل الحصول على المال ضمن مغامرة شيقة تنتهي بنهاية الأشرار وفوز الحبيبين بالحب.

## روابط خارجية
- مقالات تستعمل روابط فنية بلا صلة مع ويكي بيانات